# Väärä-Raakku
Väärä-Raakku eller Vaararaakku är en sjö i Finland. Den ligger i kommunen Salla i landskapet Lappland, i den norra delen av landet, 700 km norr om huvudstaden Helsingfors. Väärä-Raakku ligger 244 meter över havet. Arean är 33 hektar och strandlinjen är 4,01 kilometer lång. Sjön  ingår i Kemi älvs huvudavrinningsområde. 